# Mota-Engil
Mota-Engil est une entreprise portugaise de BTP qui fait partie de l'indice PSI-20. Elle est principalement spécialisée dans la construction d'infrastructures et génie civil (autoroutes, ponts, tunnels, infrastructures hydrauliques et ferroviaires). 
Mota Engil gère également des actifs immobiliers (logements, locaux commerciaux, bureaux, etc.)

## Actionnaires
Mise à jour au 1er septembre 2019
| Nom                                        | Actions     | %     |
| FM-Sociedade de Controlo                   | 133 466 687 | 56,2% |
| Norges Bank Investment Management          | 8 540 984   | 3,60% |
| Mutima Capital Management                  | 6 926 253   | 2,92% |
| Mota-Engil                                 | 5 914 845   | 2,49% |
| Cobas Asset Management                     | 4 945 705   | 2,08% |
| AzValor Asset Management                   | 4 850 311   | 2,04% |
| Invesco Asset Management                   | 4 727 783   | 1,99% |
| Maria Paula Q. V. Mota de Meireles         | 4 494 211   | 1,89% |
| António Manuel Queirós Vasconcelos da Mota | 4 210 020   | 1,77% |
| Générali Investments Partners              | 4 194 194   | 1,77% |